# Nuoto ai XIII Giochi paralimpici estivi - 50 m stile libero maschili S6

## Record
Prima di questa competizione, il record del mondo (WR) e il record paraolimpico (OR) erano i seguenti.
|  | 30.40 | Tang Yuan Cina | 7 dicembre 2006 Durban, Sudafrica |
|  | 30.56 | Tang Yuan Cina | 15 settembre 2008 Pechino, Cina   |

## Medaglie
| Posizione | Atleta        | Paese  | Tempo | Note |
| --------- | ------------- | ------ | ----- | ---- |
|           | Xu Qing       | Cina   | 29.78 | WR   |
|           | Tang Yuan     | Cina   | 30.07 |      |
|           | Anders Olsson | Svezia | 31.07 |      |